# 점박이린상
점박이린상(Prionodon pardicolor)은 동남아시아 전역 대부분에서 발견되는 아시아린상의 일종이다. 널리 분포하지만 보통 드물게 발견되기 때문에 국제 자연 보전 연맹(IUCN)이 관심대상종(LC, Least Concern Species)으로 지정 분류하고 있다.

## 특징
점박이린상은 줄무늬린상을 닮아서 가늘고 긴 날씬한 몸과 짧은 다리 그리고 가늘고 긴 목과 머리, 긴 꼬리를 갖고 있다. 바탕색은 암갈색부터 연한 담황색을 띤다. 두 줄의 줄무늬가 귀 뒤부터 어깨 또는 그 너머로 이어지며, 더 짧은 두 줄의 줄무늬가 목을 따라 나 있다. 서너줄의 반점이 길이 방향으로 등 쪽에 분포해 있으며, 크기는 배 쪽으로 갈수록 작아진다. 앞다리는 발까지 반점이 있으며, 뒷다리는 무릎까지만 있다.